# Piero Esteriore
Piero Esteriore (Laufen, 23 de setembro de 1977-) é um cantor e músico suíço de ascendência napolitana . Juntamente com a banda Musicstars, representou a Suíça no Festival Eurovisão da Canção 2004 , cantando o tema  Celebrate! que não teve qualquer ponto, tendo sido eliminado da final. 